# Život k sežrání (film)
Život k sežrání je celovečerní animovaný film režisérky Kristiny Dufkové.

## Příběh
Film o „nadváze, lásce a lásce k jídlu“ představuje dvanáctiletého Bena Pipetku, který miluje jídlo, hraje v kapele a zamiluje se do spolužačky Claire.

## Produkce
Animovaný film vznikl na základě stejnojmenné knihy francouzského spisovatele Mikaëla Olliviera. Snímek byl nominován do soutěže festivalu ve francouzském Annecy. Scénář napsali Petr Jachovský, Anna Vášová a Barbora Dřevikovská, k animaci byla využita kamera Nikon Z 6.